# Lionel Plumenail
Lionel Plumenail, född den 22 januari 1967 i Bordeaux, Frankrike, är en fransk fäktare som tog OS-guld i herrarnas lagtävling i florett i samband med de olympiska fäktningstävlingarna 2000 i Sydney.